# 坪田一男
坪田 一男（つぼた かずお、1955年5月15日 - ）は、日本の医学者。慶應義塾大学名誉教授。日本抗加齢医学会理事長。

## 略歴
- 1955年 - 東京都生まれ[1]
- 1971年 - 慶應義塾普通部卒業
- 1974年 - 慶應義塾高等学校卒業
- 1980年 - 慶應義塾大学医学部（※内部推薦ではなく一般入試で合格[2]）卒業、医師免許取得、米国ECFMG合格、慶應義塾大学医学部眼科学教室入局（主任：植村恭夫教授）
- 1983年 - 国立栃木病院（現国立病院機構栃木病院）眼科医長
- 1985年 - 厚生省臨床研修指導医留学生としてハーバード大学留学
- 1985年 - 米国マサチューセッツ州医師免許取得
- 1987年 - ハーバード大学角膜クリニカルフェローシップ卒業、帰国後再び国立栃木病院眼科医長
- 1988年 - 厚生省修練指導医認定
- 1989年 - 慶應義塾大学より医学博士授与、日本眼科学会専門医認定
- 1990年 - 東京歯科大学眼科助教授 慶應義塾大学眼科講師（現在まで）
- 1992年 - 東京医科歯科大学難治疾患研究所非常勤講師（1996年9月まで）
- 1993年 - 旭川医科大学医学部非常勤講師（現在まで）
- 1995年 - ハーバード大学訪問教授（Invited by Prof.Wayne Streilein)
- 1998年 - 東京歯科大学眼科教授、東京歯科大学市川総合病院眼科部長、メルボルン大学訪問教授 (Invited by Prof.Huh Taylor)
- 2004年 - 慶應義塾大学医学部眼科教授、東京歯科大学眼科客員教授

## 受賞歴
- 1988年4月 - 日本眼科医会学術奨励賞
- 1991年4月 - 興和財団研究助成賞
- 1992年4月 - 上原研究財団研究奨励賞
- 1993年9月 - Honor Award、American Academy of Ophthalmology
- 1998年12月 - 慶應義塾大学医学研究奨励事業：坂口基金奨励研究賞
- 2000年11月 - The first Claes Dohlman Award、Tear Film and Ocular Surface Society

## テレビ出演
- 日経スペシャル カンブリア宮殿 人生100年時代に光を灯す！ すご腕ドクターの最新医療スペシャル（2018年3月22日、テレビ東京）[3]

## 著書

### 単著
- 「眼科学要点整理事項 Final Check Series」（1990年12月20日、医学教育出版社）ISBN 9784871631488
- 「ドライアイ あなたの目、乾いていませんか」（1991年7月31日、日本評論社）ISBN 9784535981133
- 「白内障を治す ここまで進んだ眼内レンズ」（1992年6月25日、日本評論社）ISBN 9784535981188
  - 「白内障を治す ここまで進んだ眼内レンズ 改訂版」（1996年6月30日、日本評論社）ISBN 9784535981348
- 「目の疲れをとるドライアイクリニック」（1992年8月11日、日本実業出版社）ISBN 9784534019103
- 「アイバンク ここまで進んだ角膜移植」（1992年12月15日、日本評論社）ISBN 9784535981201
- 「コンタクトレンズ さわやかで安全な使い方」（1993年7月25日、日本評論社）ISBN 9784535981225
- 「Ocular surfaceの診断と治療 ドライアイ」（1993年10月1日、メディカル葵出版）ISBN 9784943900597
- 「あなたは大丈夫？ 目の成人病」（1994年8月10日、朝日新聞）ISBN 9784022585660
- 「眼の健康の科学 テクノストレスの予防から角膜移植まで」（1995年11月20日、講談社）ISBN 9784062570961
- 「近視を治す 正しい検眼から最新の矯正手術まで」（1996年7月20日、講談社）ISBN 9784062571302
- 「ドライアイ＜Version2＞あなたの目、乾いていませんか？」（1997年6月25日、日本評論社）ISBN 9784535981447
- 「理系のための研究生活ガイド テーマの選び方から留学の手続きまで」（1997年9月20日、講談社 ブルーバックス）ISBN 9784062571869
  - 「理系のための研究生活ガイド テーマの選び方から留学の手続きまで」（2010年2月20日、講談社 ブルーバックス）ISBN 9784062576710
- 「アイバンクへの挑戦」（1997年11月25日、中央公論社）ISBN 9784120027390
- 「「朝」を変えれば人生が三倍楽しくなる」（1998年4月5日、ごま書房 ゴマブックス）ISBN 9784341018191
- 「「もう一度学びたい人」の勉強ガイド 社会人のための大学合格戦略」（1999年3月10日、ごま情報センター/ごま書房）ISBN 9784341081966
- 「ごきげんな視力 「よく見える」と脳の曇りもとれる」（1999年6月10日、ごま情報センター/ごま書房）ISBN 9784341082024
- 「体から入る人生の成功術 21世紀、健康の概念は変わる」（2000年11月1日、芳賀書店）ISBN 9784826130318
- 「移植医療の最新科学 見えてきた可能性と限界」（2000年1月20日、講談社 ブルーバックス）ISBN 9784062572750
- 「理系人間のための人生戦略 リフレーミングの発想」（2000年12月11日、講談社）ISBN 9784062102377
- 「社会人のための大学合格戦略 もう一度学びたい人の勉強ガイド」（2000年9月10日、ごま書房 ゴマブックス）ISBN 9784341018542
- 「近視は新技術(レーシック)で20分で治る!」（2000年6月20日、サンマーク出版）ISBN 9784763193209
- 「「ごきげん」だから、うまくいく！」（2000年4月20日、サンマーク出版）ISBN 9784763193124
- 「疲れ目・視力減退で悩む人に」（2001年3月26日、日本放送出版協会）ISBN 9784144081132
- 「眼科医療最前線 近視、乱視、老眼、眼精疲労はここまで回復する」（2001年7月1日、双葉社）ISBN 9784575153071
- 「100歳まで生きる！「不老！」の方法」（2001年10月15日、宝島社）ISBN 9784796624282
- 「ベストじゃなければ意味がない! 最高のアイバンクの実現に奮闘する角膜専門医の記録」（2001年7月3日、芳賀書店）ISBN 9784826130592
- 「乾燥するカラダ」（2002年6月25日、宝島社 宝島社新書）ISBN 9784796627665
- 「最新長寿医学がみつけた「老い」に勝つ！10の秘訣」（2004年6月11日、宝島社）ISBN 9784796641401
- 「老眼をあきらめるな！ 目からはじめる不老の医学」（2004年5月30日、日本評論社）ISBN 9784535982352
- 「眼科スタッフのためのまるごと一冊白内障Q&A」（2004年6月1日、メディカ出版）ISBN 9784840410250
- 「「不老！」の方法 みんなの若返り大作戦」（2005年7月29日、宝島社）ISBN 9784796647427
- 「あたらしい眼科 22- 8 特集 老視に対する新しいアプローチ」（2005年8月1日、メディカル葵出版）ISBN 9784896351101
- 「幸せと運を呼ぶ最強の快眠術 「朝」を変えれば人生が3倍楽しくなる！」（2006年2月10日、ごま書房 ゴマブックス）ISBN 9784777103232
- 「ごきげんナースとごきげんドクター 僕たちのごきげんが医療を変える！」（2006年5月1日、メディカ出版）ISBN 9784840417488
- 「理系のための楽しい研究生活」（2007年2月5日、医歯薬出版）ISBN 9784263206652
- 「老けるな！ 脳と体を若返らせる68の方法」（2007年4月5日、幻冬舎）ISBN 9784344013100
- 「涙のチカラ  涙は7マイクロリットルの海」（2008年4月25日、技術評論社）ISBN 9784774134413
- 「理系のための人生設計ガイド 経済的自立から教授選、会社設立まで」（2008年4月20日、講談社 ブルーバックス）ISBN 9784062575966
- 「長寿遺伝子を鍛える カロリーリストリクションのすすめ」（2008年10月15日、新潮社）ISBN 9784103110613
- 「10秒間まばたきせずにいられますか ドライアイの最新治療とアンチエイジングアプローチ」（2008年11月15日、日本評論社）ISBN 9784535982925
- 「不可能を可能にする視力再生の科学」（2010年5月22日、PHP研究所 PHPサイエンス・ワールド新書）ISBN 9784569777856
- 「細胞からキレイになる 遺伝子ダイエット」（2010年7月29日、マガジンハウス）ISBN 9784838721443
- 「人は誰でも「元気な100歳」になれる 長寿遺伝子活性化の秘訣」（2011年4月4日、小学館 小学館101新書）ISBN 9784098251056
- 「「老いない」生き方 「ちょっとキツい」が、長寿遺伝子を目覚めさせる！」（2011年10月27日、三笠書房）ISBN 9784837924197
- 「老眼革命 老眼・白内障を治療し、緑内障・糖尿病網膜症・加齢黄斑変性を予防する」（2011年12月7日、日本評論社）ISBN 9784535983427
- 「長寿遺伝子を鍛える」（2011年12月26日、新潮社 新潮文庫）ISBN 9784101363219
- 「ごきげんな人は10年長生きできる ポジティブ心理学入門」（2012年7月20日、文藝春秋）ISBN 9784166608515
- 「1日6時間座っている人は早死にする！」（2013年7月10日、ベストセラーズ）ISBN 9784584124116
- 「ブルーライト 体内時計への脅威」（2013年11月15日、集英社 集英社新書）ISBN 9784087207163
- 「アンチエイジング・バトル最終決着」（2014年3月13日、朝日新聞出版 朝日新書）ISBN 9784022735539
- 「理系のための研究ルールガイド 上手に付き合い、戦略的に使いこなす」（2015年6月1日、講談社 ブルーバックス）ISBN 9784062579209
- 「あなたのこども、そのままだと近視になります。」（2017年2月1日、ディスカヴァー・トゥエンティワン）ISBN 9784799320419
- 「Go Out 飛び出す人だけが成功する時代」（2023年3月25日、ディスカヴァー・トゥエンティワン）ISBN 9784799329313
- 「新しい医師の役割 医師だからこそできるもうひとつの社会貢献」（2024年4月30日、金原出版）ISBN 9784307351744

### 共著
- 「スペキュラーマイクロスコピー」（編集:植村恭夫、共著:真島行彦 坪田一男）（1990年4月1日、南山堂）ISBN 9784525366315
- 「レーザー近視手術 メガネなしでもこんなに見える」（共著:戸田郁子）（1994年4月25日、日本評論社）ISBN 9784535981249
- 「眼科レジデント・戦略ガイド 君はどのような眼科医をめざすか（共著:大橋裕一）（1995年8月1日、診断と治療社）ISBN 9784787803054
- 「今日を“ごきげん”に生きる方法」（共著:伊藤守）（1996年1月1日、大和書房）ISBN 9784479760757
- 「眼科手術アシスタントマニュアル」（共著:大橋裕一 ほか4名）（1997年10月1日、医学書院）ISBN 9784260137546
- 「“ごきげん”な自分になれる本」（共著:伊藤守）（2000年4月1日、大和書房）ISBN 9784479761037
- 「100歳まで元気に生きるために今できる43の方法」（共著:中谷彰宏）（2001年9月28日、ダイヤモンド社）ISBN 9784478702314
- 「Lacrimal Gland,Tear Film,and Dry Eye Syndromes 3」（共著:David A. Sullivan，Michael E. Stern，Darlene A. Dartt，Rose M. Sullivan，B. Britt Bromberg）（2003年、Springer）
- 「Hyperopia and Presbyopia」（共著:Brian S. Boxer Wachler, Dimitri T. Azar, Douglas D. Koch）（2003年、Dekker Inc）
- 「ファンクショナルフード 3-1」（共著:大澤俊彦）（2009年6月1日、フジメディカル出版）ISBN 9784862700568
- 「アンチエイジングの鍵をにぎるレスベラトロールの真実」（共著:澤登雅一）（2014年3月31日、ディスカヴァー・トゥエンティワン）ISBN 9784799314753

### 編著
- 「眼科学問題詳解 「医師国試対策」別冊シリーズ」（1989年7月20日、医学教育出版社）ISBN 9784871631020
- 「ドライアイとのおつきあい」（1992年10月1日、診療新社）ISBN 9784915917004
- 「眼科学アップデイト」（共編著:樋田哲夫）（1993年5月14日、診断と治療社）ISBN 9784787802446
  - 「眼科学アップデイト(2)」（共編著:樋田哲夫）（1996年10月25日、診断と治療社）ISBN 9784787802071
- 「I'oeil（ルイユ）眼科学Year Book Vol.1」（共編著:樋田哲夫 田野保雄）（1993年6月17日、診断と治療社）ISBN 9784787803030
  - 「l'oeil（ルイユ）眼科学Year Book Vol.3」（共編著:樋田哲夫 田野保雄）（1995年4月20日、診断と治療社）ISBN 9784787804037
- 「眼病変を読む 全身疾患と眼」（共編著:田野保雄 沢充）（1993年6月17日、診断と治療社）ISBN 9784787802392
- 「角膜屈折矯正手術 エキシマレーザーはどこまで進んだのか」（共編著:木下茂 大橋裕一）（1995年2月1日、診断と治療社）ISBN 9784787802729
- 「眼科手術 Special Technique カラーアトラス」（共編著:臼井正彦）（1996年4月15日、診断と治療社）ISBN 9784787802828
- 「コンタクトレンズの基礎と臨床 カラーアトラス」（共編著:水谷由紀夫）（1996年10月20日、診断と治療社）ISBN 9784787803115
- 「粘膜病変を診る 皮膚科診療プラクティス2」（共編著:茂木健司 宮地良樹 瀧川雅浩）（1998年5月21日、文光堂）ISBN 9784830634222
- 「リフラクティブ外来 屈折矯正手術とコンタクトレンズ 眼科外来シリーズ2」（1998年11月5日、メジカルビュー社/グロビュー社）ISBN 9784895537070
- 「角膜診療ハンドブック」（共編著:島﨑潤）（1999年11月30日、中外医学社）ISBN 9784498061088
- 「難治オキュラーサーフェス疾患のレスキュー ケーススタディと解説で学ぶ眼科診療レスキュー2」（2000年7月1日、メジカルビュー社）ISBN 9784895538756
- 「ドライアイクリニック」（2000年11月1日、医学書院）ISBN 9784260137690
- 「LASIKの実際 その最先端技術のノウハウ カラーアトラス」（2000年12月10日、診断と治療社）ISBN 9784787811677
- 「知っておきたい眼の病気とケア 新しい高齢者医療にそなえる！」（2001年11月15日、メディカ出版）ISBN 9784840402859
- 「屈折矯正手術Q&A」（共編著:木下茂 大橋裕一 稗田牧）（2002年1月25日、メディカル葵出版）ISBN 9784896350487
- 「眼科プラクティス(3) オキュラーサーフェスのすべて」（2005年5月15日、文光堂）ISBN 9784830655609
  - 「眼科プラクティス(5) これならわかる神経眼科」（2005年9月5日、文光堂）ISBN 9784830655623
  - 「眼科プラクティス(7) 糖尿病眼合併症の診療指針」（2006年1月23日、文光堂）ISBN 9784830655647
  - 「眼科プラクティス(9) 屈折矯正完全版」（2006年5月17日、文光堂）ISBN 9784830655661
  - 「眼科プラクティス(11) 緑内障診療の進めかた」（2006年9月3日、文光堂）ISBN 9784830655685
  - 「眼科プラクティス(13) 角膜外科のエッセンス」（2007年1月24日、文光堂）ISBN 9784830655708
  - 「眼科プラクティス(15) 視野」（2007年5月24日、文光堂）ISBN 9784830655722
  - 「眼科プラクティス(22) 抗加齢眼科学」（2008年7月14日、文光堂）ISBN 9784830655791
  - 「眼科プラクティス(26) 眼科レーザー治療」（2009年3月24日、文光堂）ISBN 9784830655838
  - 「眼科プラクティス(27) 標準コンタクトレンズ診療」（2009年5月24日、文光堂）ISBN 9784830655845
- 「患者指導に役立つ眼科のくすりまるわかりブック」（共編著:後藤英樹）（2006年12月20日、メディカ出版）ISBN 9784840415897
- 「TEXT 眼科学 改訂2版」（2007年4月1日、南山堂）ISBN 9784525360122
  - 「TEXT 眼科学 改訂3版」（2012年11月1日、南山堂）ISBN 9784525360139
- 「眼科検査の進めかた」（共編著:根岸一乃）（2007年12月1日、メディカ出版）ISBN 9784840420365
- 「患者さんから浴びせられる眼科疾患100の質問 達人はどう答え、どう対応するか」（2008年9月15日、メディカルレビュー社）ISBN 9784779203091
- 「眼科研修ノート」（2009年4月7日、診断と治療社）（共編著:木下茂 山本哲也 後藤浩 大鹿哲郎 谷原秀信）ISBN 9784787816184
  - 「眼科研修ノート 改訂第2版」（2015年4月1日、診断と治療社）（共編著:木下茂 山本哲也 後藤浩 大鹿哲郎 谷原秀信）ISBN 9784787821744
- 「眼科ナーシングプラクティス 第2版」（2009年4月10日、文光堂）ISBN 9784830646416
- 「角膜パーツ移植」（2010年1月1日、文光堂）ISBN 9784830655340
- 「新 眼科レジデント・戦略ガイド 君はどのような眼科医をめざすか」（共編著:大橋裕一）（2010年3月25日、診断と治療社）ISBN 9784787811226
- 「あたらしい眼科(31-10 2014-10) 特集 水晶体を科学する」（共編著:佐々木洋）（2014年10月1日、メディカル葵出版）ISBN 9784896353280
  - 「あたらしい眼科(33-6 2016-6) 特集 屈折矯正を見直す！」（共編著:不二門尚）（2016年6月1日、メディカル葵出版）ISBN 9784896353563
- 「ブルーライトテキストブック」（2016年6月1日、金原出版）ISBN 9784307351652
- 「マイボーム腺機能不全(MGD)の診断と治療」（2016年9月1日、金原出版）ISBN 9784307351645
- 「診療で役立つ！近視進行予防のサイエンス」（2019年4月1日、金原出版）ISBN 9784307351713

### 監修
- 「眼科診療便利手帖」（監修:臼井正彦 坪田一男、編集:島崎潤 後藤浩）（1998年7月25日、診断と治療社）ISBN 9784787807564
  - 「眼科診療便利手帖 改訂第2版」（監修:臼井正彦 坪田一男、編集:島崎潤 後藤浩）（2007年10月1日、診断と治療社）ISBN 9784787815927
- 「目に注目 NHKきみもチャレンジ！」（2003年2月1日、光村教育図書）ISBN 9784895727150
- 「レスベラトロールの基礎と応用」（2012年9月1日、シーエムシー出版）ISBN 9784781305998
  - 「レスベラトロールの基礎と応用 普及版」（2019年3月8日、シーエムシー出版）ISBN 9784781313627
- 「ドライシンドロームの基礎と臨床（監修:坪田一男 斉藤一郎）（2016年1月1日、メディカルレビュー社）ISBN 9784779216176

### 翻訳書
- 「エキシマレーザー角膜屈折矯正手術」（著著:P.J.マクドネル F.B.トンプソン）（1994年3月1日、医学書院）ISBN 9784260131926
- 「カラーアトラス 角膜トポグラフィー」（著著:ドナルド.R.サンダース ダグラス.D.コッホ）（1994年6月1日、診断と治療社）ISBN 9784787802866
- 「最先端のアンチ・エイジング医学」（著著:Terry Grossman）（2004年7月22日、ディスカヴァー・トゥエンティワン）ISBN 9784887593084
- 「角膜アトラス 原著第2版」（著著:Jay H. Krachmer）（2008年10月1日、エルゼビア・ジャパン）ISBN 9784860347468